# Hôtel Dublan
Pour les articles homonymes, voir Hôtel Journu.
L'hôtel Dublan, connu aussi sous le nom d'hôtel Journu, est un hôtel particulier du XVIIIe siècle situé à Bordeaux, en France.
Ce bâtiment fait l'objet d’une inscription au titre des monuments historiques depuis le 8 octobre 1935.

## Localisation
L'immeuble est situé au 55 cours Georges-Clemenceau.

## Histoire
Cet hôtel particulier a été édifié par l'architecte François Lhote pour Pierre Dublan, procureur au bureau des finances de la généralité de Guyenne. L'hôtel a été livré "clé en main" en 1778 pour la somme de 74 000 livres (1 150 000 euros actuels). Pierre Dublan vendit l'immeuble à peine six ans après son achèvement à Martial de Verthamon et sa femme Marie Campos. Leurs héritiers le revendirent en 1801 au négociant Desfournel qui fait agrandir la partie arrière en 1807.
En 1824 cette maison fut reprise par Bernard Auguste Journu, moment à partir duquel on l'appelle Hôtel Journu. À la suite d'un incendie au début du XXe siècle, il est restauré par Louis Garros qui lui conserve son allure originale.

## Architecture
Cet hôtel particulier que Victor Louis considérait comme « le bijou de Bordeaux » comporte un rare exemple de cour intérieure "en fer à cheval".
Il présente trois niveaux dont le « bel étage » a de grandes fenêtres bien dessinées et surmontées de hauts frontons. Sa corniche est couronnée d'une balustrade qui cache la toiture.

## Éléments protégés
En totalité, l'hôtel Dublan, conformément au plan annexé à l'arrêté, situé sur la parcelle n°142, figurant au cadastre section KW : inscription par arrêté du 15 décembre 2020.

## Galerie

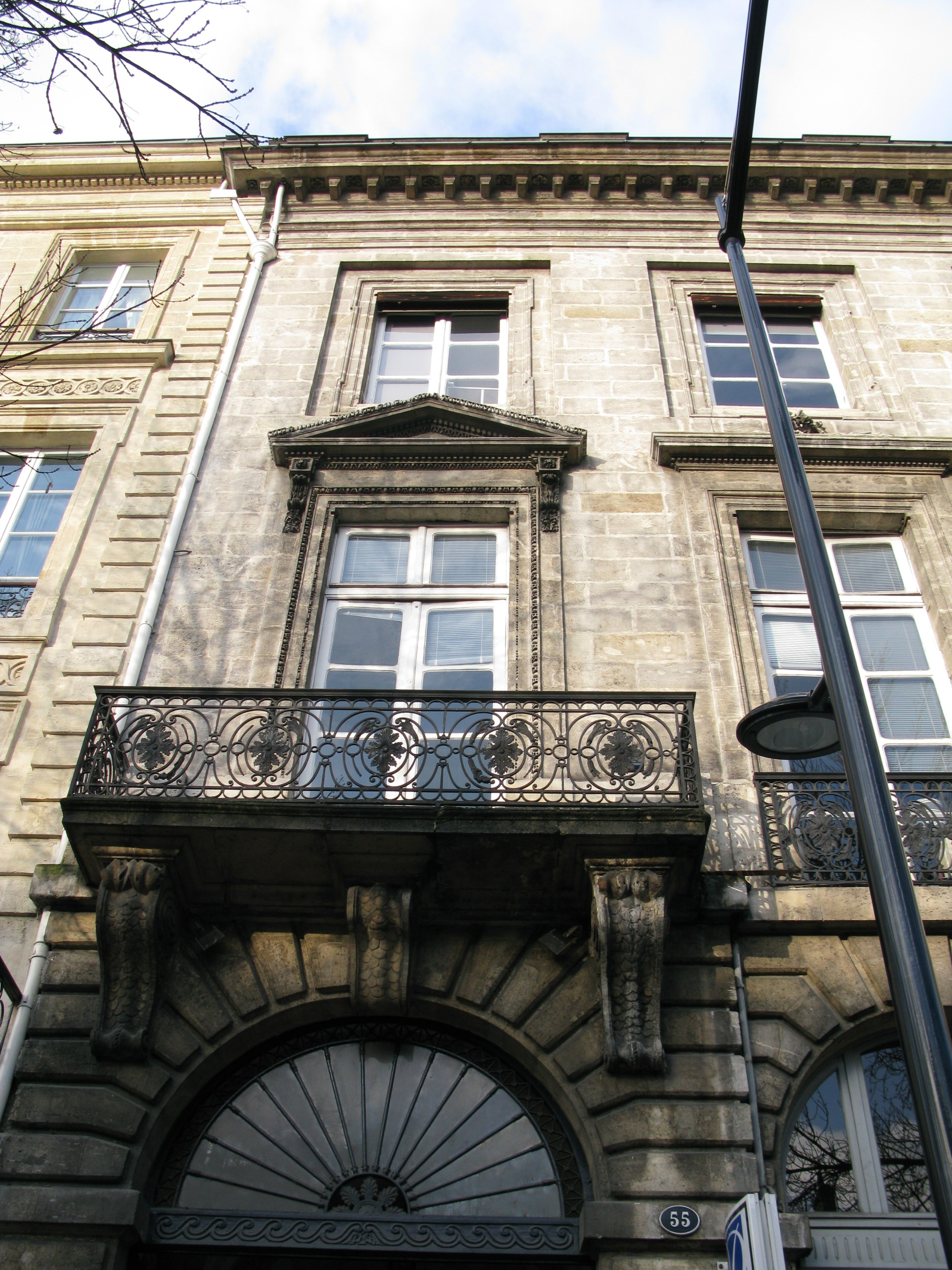
Façade donnant sur le cours Clemenceau.
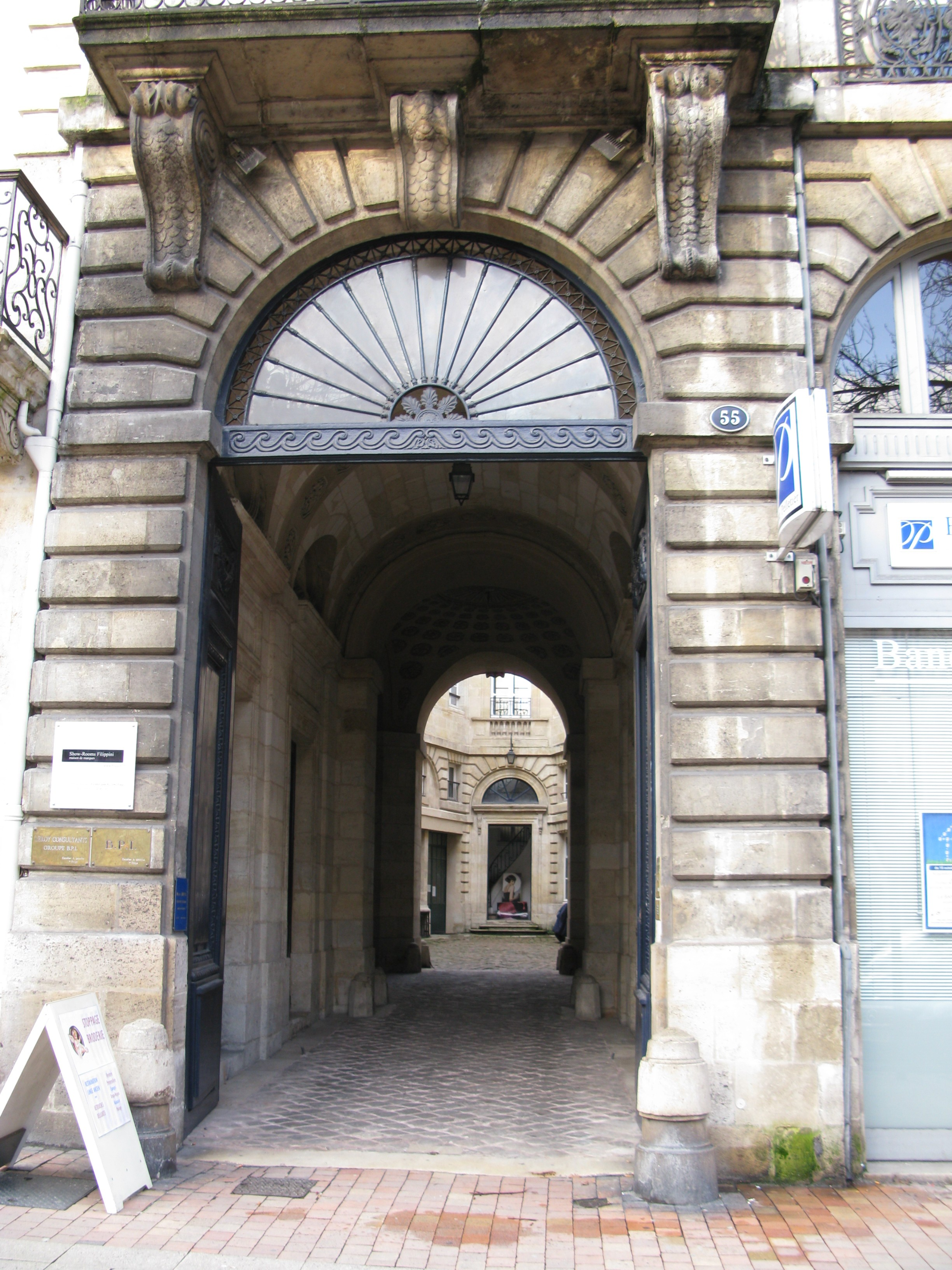
Porte d'entrée du passage donnant sur la cour intérieure.
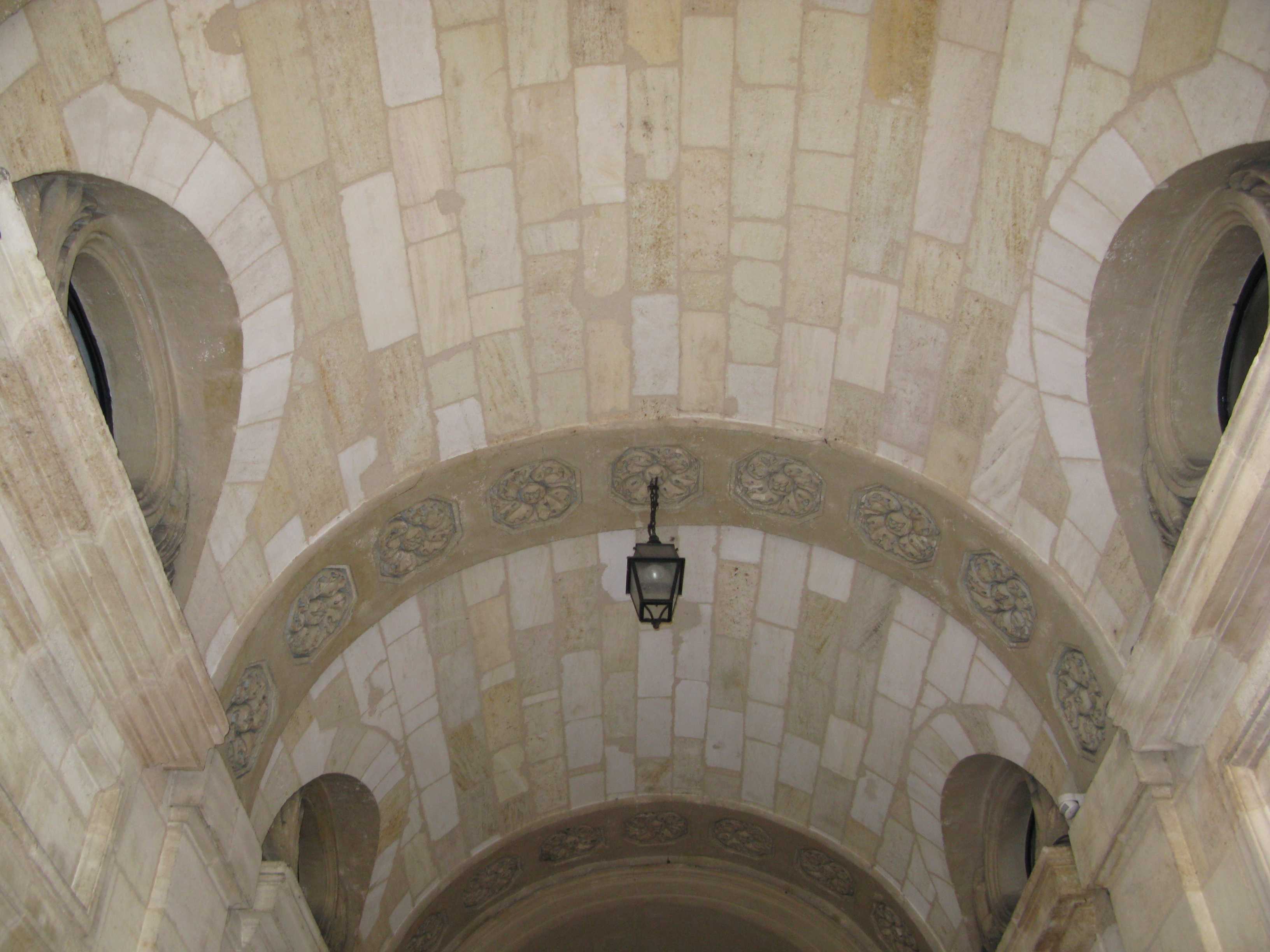
Plafond du passage.
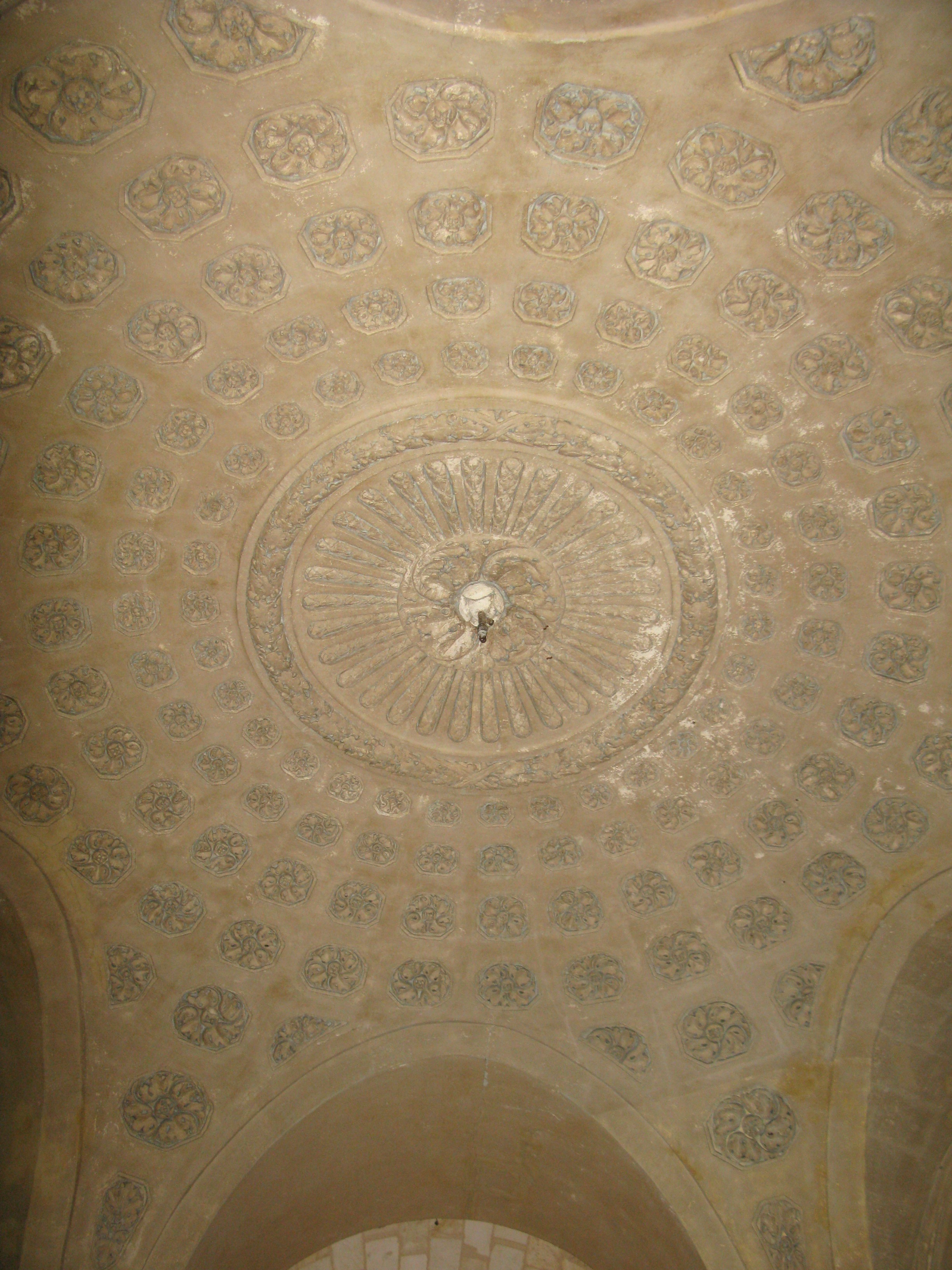
Plafond du passage.
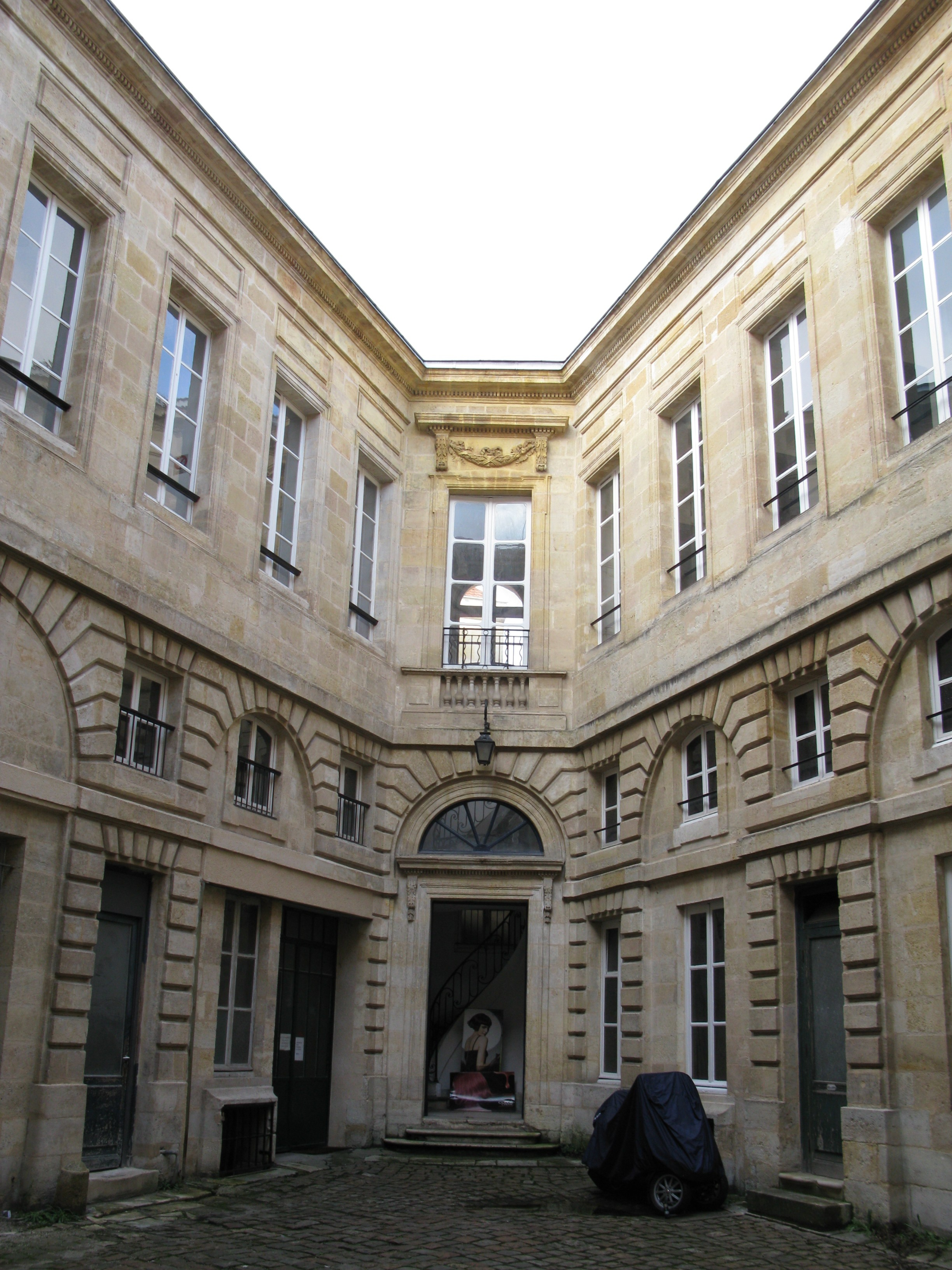
Cour intérieure.